# П'ятничанська сільська рада (Стрийський район)
П'ятничанська сільська рада — орган місцевого самоврядування у Стрийському районі Львівської області. Адміністративний центр — село П'ятничани.

## Загальні відомості
Водоймища на території, підпорядкованій даній раді: річка Вівнянка.

## Населені пункти
Сільській раді підпорядковані населені пункти:
- с. П'ятничани

## Склад ради
Рада складається з 16 депутатів та голови.

### Керівний склад попередніх скликань
| ПІБ                          | Основні відомості                                                               | Дата обрання | Дата звільнення |
| ---------------------------- | ------------------------------------------------------------------------------- | ------------ | --------------- |
| Рінило Іванна Тадеївна       | Сільський голова, 1955 року народження                                          | 26.03.2006   | 31.10.2010      |
| Данчевський Зіновій Ігорович | Сільський голова, 1967 року народження, освіта середня спеціальна, безпартійний | 31.10.2010   |                 |

Примітка: таблиця складена за даними джерела